# Luke Becker
Luke Becker (ur. 11 lutego 1999 w Brentwood) – amerykański żużlowiec.

## Życiorys
W pierwszych latach kariery startował głównie w lokalnych zawodach w Stanach Zjednoczonych. W 2016 reprezentował swój kraj w Drużynowym Pucharze Świata, gdzie reprezentacja Stanów Zjednoczonych zajęła 7. miejsce. Becker startował tylko w barażu. W pięciu wyścigach nie zdobył żadnego punktu. Startował w tych zawodach również rok później. Jego reprezentacja powtórnie zajęła 7. miejsce. W półfinale zdobył 2 punkty, natomiast w barażu 4.
2018 był jego pierwszym sezonem, w którym startował w Polskich rozgrywkach ligowych. Podpisał kontrakt ze Stalą Rzeszów, gdzie jeździł jego rodak Greg Hancock, który od początku kariery pomagał młodemu Beckerowi w rozwoju i widział w nim nadzieję dla amerykańskiego żużla. Wystąpił w siedmiu meczach, a sezon zakończył ze średnią biegową 1,710.  
W maju 2019 podpisał kontrakt z Unią Leszno. Nie odjechał żadnego biegu dla tej drużyny. Startował jednak jako gość w II–ligowym Kolejarzu Rawicz, współpracującym wówczas z leszczyńską Unią. Dobrze spisywał się na drugoligowych torach – osiągnął średnią biegową 2,051. 2019 był również jego pierwszym rokiem startów w barwach Wolverhampton Wolves w lidze brytyjskiej.  Zdobył wtedy brązowy medal tych rozgrywek, a jego średnia biegowa wyniosła 1,444. Reprezentował reprezentację USA w półfinale Speedway of Nations 2019. Nie zdołał awansować do turnieju finałowego. 
Kariera Amerykanina wyhamowała w 2020 roku, bowiem z powodu pandemii COVID-19 odwołana została liga brytyjska. Miał co prawda podpisane kontrakty jeszcze w Polsce (Włókniarz Częstochowa) i Szwecji (Dackarna Målilla), jednak nie był w stanie przebić się do składów drużyn i nie odjechał w ich barwach żadnego wyścigu. Wziął udział w Indywidualnych Mistrzostwach Świata Juniorów 2020, gdzie zajął 13. miejsce z dorobkiem czterech punktów (t,2,1,1,1). Poza tym startował głównie w turniejach niższej rangi w USA. 
Do regularnych startów w Europie powrócił w 2021. W lidze polskiej startował w barwach jeżdżącego w I lidze Orła Łódź, z którym zajął 6. miejsce tych rozgrywek. Sezon skończył ze średnią biegową 1,857, co było jednym z większych pozytywnych zaskoczeń ligi. Dobre wyniki notował także w lidze brytyjskiej i szwedzkiej. W tej ostatniej jego zespół triumfował w całych rozgrywkach. Z bardzo dobrej strony pokazał się w 1. półfinale Speedway of Nations 2021 rozgrywanym 17 września 2021 w łotewskim Dyneburgu. Becker, który reprezentował USA razem z Brociem Nicolem i rezerwowym Blake'iem Borello zdobył 21 punktów (na 24 możliwe). Reprezentacja Stanów Zjednoczonych była blisko historycznego awansu do finałowego turnieju tych rozgrywek, bowiem odpadła dopiero po barażu z Danią. 7 października 2021 został ogłoszony szóstym rezerwowym Grand Prix 2022.

## Przynależność klubowa
Polska
- Stal Rzeszów (2018)
- Unia Leszno (2019)
  - RKS Kolejarz Rawicz (2019, gość)
- Włókniarz Częstochowa (2020)
- KŻ Orzeł Łódź (2021–2022)
- ZKŻ Zielona Góra (2023)
- KŻ Orzeł Łódź (2024)
- Ostrovia Ostrów Wielkopolski (2025)

Wielka Brytania
- Wolverhampton Wolves (2019)
- Wolverhampton Wolves (2021–)

Dania
- Esbjerg Vikings (2019)

Szwecja
- Dackarna Målilla (2020–)

## Starty w lidze

### Liga polska
| Sezon | Liga    | Klub                         | Miejsce | Mecze | Biegi | Punkty | Bonusy | Razem | Śr. bieg.   | Śr. mecz. |
| ----- | ------- | ---------------------------- | ------- | ----- | ----- | ------ | ------ | ----- | ----------- | --------- |
| 2018  | II liga | Stal Rzeszów                 | 1.      | 7     | 31    | 44     | 9      | 53    | 1,710 (nsk) | 6,29      |
| 2019  | II liga | Stainer Unia Kolejarz Rawicz | 6.      | 7     | 39    | 71     | 9      | 80    | 2,051 (13.) | 10,14     |
| 2021  | I liga  | Orzeł Łódź                   | 6.      | 13    | 63    | 110    | 7      | 117   | 1,857 (23.) | 8,46      |
| 2022  | I liga  | H. Skrzydlewska Orzeł Łódź   | 5.      | 18    | 84    | 135    | 13     | 148   | 1,762 (24.) | 7,50      |
| 2023  | I liga  | Enea Falubaz Zielona Góra    | 1.      | 13    | 58    | 105    | 14     | 119   | 2,052 (11.) | 8,08      |
| 2024  | I liga  | H. Skrzydlewska Orzeł Łódź   | 6.      | 16    | 80    | 154    | 6      | 160   | 2,000 (15.) | 9,63      |

### Liga szwedzka
| Sezon | Liga       | Klub             | Miejsce | Mecze | Biegi | Punkty | Bonusy | Razem | Śr. bieg.   | Śr. mecz. |
| ----- | ---------- | ---------------- | ------- | ----- | ----- | ------ | ------ | ----- | ----------- | --------- |
| 2021  | Elitserien | Dackarna Målilla | 1.      | 13    | 71    | 127    | 17     | 144   | 2,028 (20.) | 9,77      |
| 2022  | Elitserien | Piraterna Motala | 7.      | 8     | 33    | 50     | 5      | 55    | 1,667 (32.) | 7,14      |

### Liga brytyjska
| Sezon | Liga        | Klub                 | Miejsce | Mecze | Biegi | Punkty | Bonusy | Razem | Śr. bieg.  | Śr. mecz. |
| ----- | ----------- | -------------------- | ------- | ----- | ----- | ------ | ------ | ----- | ---------- | --------- |
| 2019  | Premiership | Wolverhampton Wolves | 3.      | 26    | 133   | 168    | 24     | 192   | 1,444 (37) | 6,00      |
| 2021  | Premiership | Wolverhampton Wolves | 3.      | 22    | 103   | 175    | 25     | 200   | 1,942 (14) | 7,95      |
| 2022  | Premiership | Wolverhampton Wolves | 4.      | 20    | 101   | 175    | 17     | 192   | 1,901 (14) | 7,60      |